# Сабинилл
Сабинилл (лат. Sabinillus) — римский государственный деятель второй половины III века.

## Биография
О происхождении и карьере Сабинилла ничего неизвестно кроме того, что он был консулом с императором Галлиеном в 266 году. Он идентифицируется с Сабиниллом, который упоминается Порфирием как друг философа Плотина и приверженец неоплатонизма.
Если консул и философ одно и то же лицо, то его принадлежность к школе Плотина, возможно, помогла Сабиниллу получить консульство. Ведь известно, что Плотин и его последователи высоко ценились императором.